# 滇羽叶菊
滇羽叶菊（学名：Nemosenecio yunnanensis）为菊科羽叶菊属下的一个种。其种加词 yunnanensis 意为“云南的”。